# غريغ جيفرسون
غريغ جيفرسون (بالإنجليزية: Greg Jefferson)‏ هو لاعب كرة قدم أمريكية أمريكي، ولد في 31 أغسطس 1971 في أورلاندو في الولايات المتحدة.

## وصلات خارجية
- غريغ جيفرسون على موقع مرجع كرة القدم المحترفة.كوم (الإنجليزية)